# Glossosoma boltoni
Glossosoma boltoni är en nattsländeart som beskrevs av Curtis 1834. Glossosoma boltoni ingår i släktet Glossosoma och familjen stenhusnattsländor. Inga underarter finns listade i Catalogue of Life.